# Estados bálticos en la Unión Soviética (1944–1991)
Las repúblicas bálticas bajo dominio soviético abarcan el período de reocupación comprendido entre el final de la Segunda Guerra Mundial en 1945  hasta la restauración de su independencia en 1991. Las Repúblicas bálticas se incorporaron a la Unión Soviética en la anexión 1940 como las repúblicas socialistas soviéticas Estonia, Letonia y Lituania, posteriormente caen bajo dominio alemán y en 1944 los soviéticos las reinvaden, a excepción de la bolsa de Curlandia en 1945. El primer secretario local del Partido Comunista era por lo general un comunista de nacionalidad báltica. Las Repúblicas bálticas recuperaron su independencia casi cincuenta años más tarde, a raíz del intento de golpe de Estado en la Unión Soviética de 1991.